# Verwaltungsverband Jägerswald
Der Verwaltungsverband Jägerswald ist ein Verwaltungsverband im sächsischen Vogtlandkreis. Ihm gehören vier Gemeinden an, die dem Verwaltungsverband einige Aufgaben der Gemeindeverwaltung übertragen haben oder die dieser in ihrem Auftrag ausführt.

## Geographie

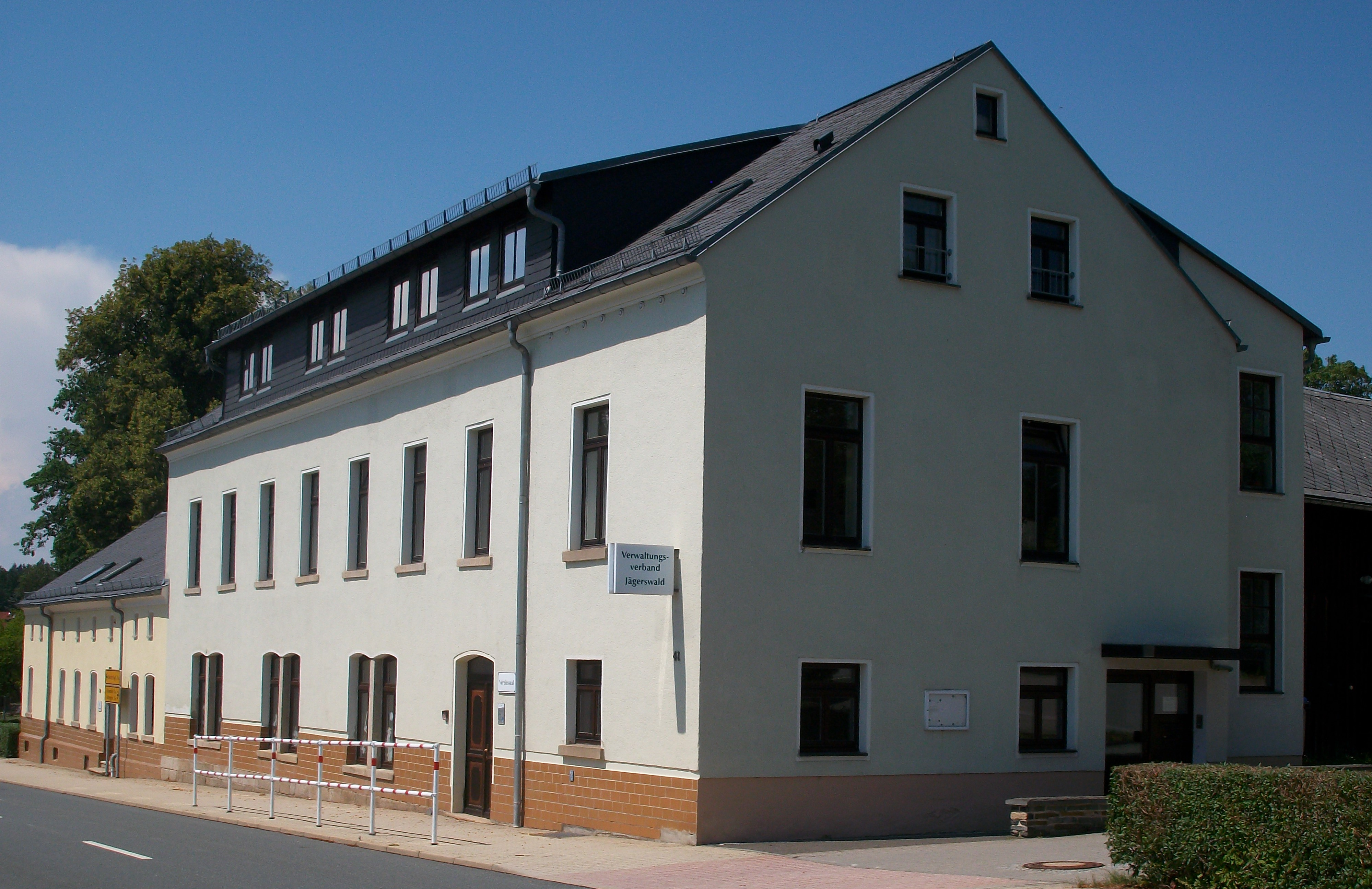
Gebäude des Verwaltungsverbands Jägerswald in Tirpersdorf

Das Verbandsgebiet ist zentral im Vogtlandkreis gelegen und damit auch Teil der Landschaftsform Vogtland, die sich über den gesamten Landkreis erstreckt und auch Anteil an den deutschen Bundesländern Bayern und Thüringen sowie an Teilen von Tschechien hat. Im Norden grenzt der Verwaltungsverband an die Gemeinde Neuensalz, im Nordosten an Falkenstein/Vogtl. sowie im Osten an Neustadt/Vogtl. Im Südosten ist die Stadt Schöneck/Vogtl. benachbart. Südlich des Verbandsgebietes befindet sich die Gemeinde Mühlental, im Südwesten schließt sich dann das Stadtgebiet von Oelsnitz/Vogtl. an. Nordwestlich liegt die Kreisstadt Plauen.
Den Namen erhielt der Verwaltungsverband von dem Jägerswald, der sich in der Mitte des Verbandsgebietes befindet und an dem alle Mitgliedsgemeinden Anteil haben. Im Jägerswald entspringen mehrere kleine Bäche, die dann entweder bei Oelsnitz oder über die Talsperre Pöhl in die Weiße Elster münden. Im äußeren Osten des Verbandsgebietes besteht ebenfalls eine Talsperre, die Talsperre Werda. Sie staut im Wesentlichen den Geigenbach auf und hat rund 43 Hektar Wasseroberfläche.
Im Straßenverkehr werden die vier Gemeinden über die Bundesstraße 169 (Stollberg–Plauen) sowie die sächsischen Staatsstraßen 301, 303, 312 und 315 an das übrige Fernstraßennetz angebunden. Bei Plauen besteht über zwei Anschlussstellen außerdem Verbindung zur Bundesautobahn 72 (Hof–Chemnitz), die westlich am Verbandsgebiet entlangführt. An das Schienennetz besteht für den Personenverkehr Anbindung über die Bahnhöfe in Plauen, die größte nächstgelegene Station ist der Obere Bahnhof in der Kreisstadt.

## Mitgliedsgemeinden
Der Verwaltungsverband Jägerswald wurde mit Wirkung zum 25. Dezember 1998 gegründet. Ihm gehören seitdem vier Gemeinden an. Der Verwaltungssitz befindet sich in Tirpersdorf, der flächengrößten Gemeinde im Verwaltungsverband. Die meisten Einwohner hat jedoch die Gemeinde Werda. Flächen- und einwohnerkleinste Gemeinde im Verwaltungsverband Jägerswald ist Bergen.
|                   | Gemeinde    | Fläche    | Einwohner | Ortsteile                                                                           |
| ----------------- | ----------- | --------- | --------- | ----------------------------------------------------------------------------------- |
| Wappen von Bergen | Bergen      | 8,30 km²  | 917       | Jahnsgrün, Steinigt und Streuberg                                                   |
| Wappen von Theuma | Theuma      | 9,82 km²  | 971       | –                                                                                   |
| Wappen unbekannt  | Tirpersdorf | 19,45 km² | 1.360     | Altmannsgrün, Brotenfeld, Droßdorf, Juchhöh, Lottengrün, Obermarxgrün und Schloditz |
| Wappen von Werda  | Werda       | 13,58 km² | 1.489     | Kottengrün                                                                          |
|                   | gesamt      | 51,15 km² | 4.737     | 4 Gemeinden mit insgesamt 15 Ortsteilen                                             |

Die Aufgaben eines Verwaltungsverbandes werden durch das Sächsische Gesetz über kommunale Zusammenarbeit festgelegt. Im Verwaltungsverband Jägerswald wird in den Bereichen Hauptamt, Ordnungs- und Gewerbeamt, der Kämmerei sowie im Steuer- und Bauamt zusammengearbeitet. Der Verwaltungsverband gibt aller zwei Monate ein Amtsblatt heraus, das neben Informationen zum Verband auch in eigenen Abschnitten Inhalte der vier Mitgliedsgemeinden enthält.
Im Juni 2010 beschloss der Gemeinderat von Bergen, Verhandlungen über eine Eingemeindung nach Falkenstein aufzunehmen und damit den Verwaltungsverband verlassen zu wollen. Der Verwaltungsverband hätte ohne Bergen aber nicht genügend Einwohner, um sinnvoll weiterbestehen zu können. In Tirpersdorf wurde daraufhin die Bildung einer Einheitsgemeinde Jägerswald mit allen vier Mitgliedsgemeinden ins Gespräch gebracht. Bergen hielt aber weiter an der Eingemeindung nach Falkenstein fest. Das Landratsamt Vogtlandkreis lehnte diese im Jahr 2011 aber unter Verweis auf den bestehenden Verwaltungsverband ab, dessen Verbandsversammlung bereits 2010 den Austritt Bergens abgelehnt hatte. Die Gemeinde legte Widerspruch gegen die Entscheidung des Landratsamtes ein. Bisher wurde noch keine Lösung gefunden.

## Bevölkerungsentwicklung

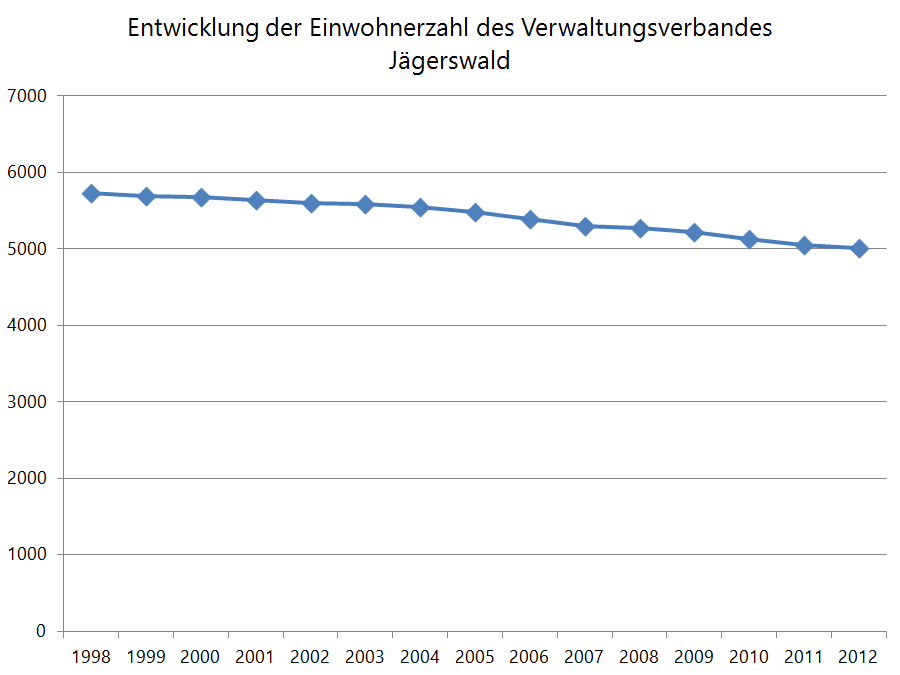
Einwohnerdiagramm

Bei seiner Gründung hatte der Verwaltungsverband etwa 5730 Einwohner. In den Folgejahren fiel die Einwohnerzahl kontinuierlich bis auf 5013 Einwohner im Jahr 2012 und damit um etwa 13 %. Zum Stichtag 31. Dezember 2002 wohnten erstmals unter 5600 Einwohner im Verbandsgebiet, am 31. Dezember 2005 erstmals weniger als 5500 und bereits ein Jahr später weniger als 5400 Einwohner. Ein weiteres Jahr darauf lag die Einwohnerzahl bei unter 5300, Ende 2010 lebten weniger als 5200 Menschen und im Dezember 2011 weniger als 5100 Menschen im Verbandsgebiet.
| Jahr | Einwohner |
| ---- | --------- |
| 1998 | 5732      |
| 1999 | 5689      |
| 2000 | 5672      |
| 2001 | 5631      |
| 2002 | 5599      |
| 2003 | 5578      |

| Jahr | Einwohner |
| ---- | --------- |
| 2004 | 5545      |
| 2005 | 5482      |
| 2006 | 5383      |
| 2007 | 5298      |
| 2008 | 5272      |
| 2009 | 5213      |

| Jahr | Einwohner |
| ---- | --------- |
| 2010 | 5130      |
| 2011 | 5052      |
| 2012 | 5013      |
| 2013 | 4970      |
| 2014 | 4949      |

## Kultur
Jede der vier Gemeinden hat ein Kirchgebäude: die St.-Nikolai-Kirche in Bergen, die Maria-Magdalene-Kirche in Theuma, die Kirche Tirpersdorf sowie die St.-Katharinen-Kirche in Werda. Diese Kirchen bilden allesamt einzelne Kirchgemeinden, zu denen teils auch Orte außerhalb des Verbandsgebietes gehören. So gehören zur Bergener Kirchgemeinde die noch Orte Trieb und Schönau und zur Kirchgemeinde Werda die Orte Poppengrün und Neudorf.
Im Verbandsgebiet gibt es sieben Freiwillige Feuerwehren. Diese sind in den Orten Bergen, Theuma, Tirpersdorf, Lottengrün, Droßdorf, Werda und Kottengrün ansässig. Die beiden Grundschulen stehen in Theuma und Werda. Des Weiteren gibt es in Bergen, Theuma und Tirpersdorf jeweils eine und in Werda zwei Kindertagesstätten.

## Tourismus
Auf dem stillgelegten Teilstück der Bahnstrecke Herlasgrün–Oelsnitz zwischen Falkenstein und Oelsnitz entstand 2011 ein Randwanderweg, der durch das Verbandsgebiet verläuft. Von Bergen aus gibt es einen Wanderweg bis an die Talsperre Werda. Von dort aus existieren Wege nach Schöneck/Vogtl., Grünbach und Theuma. Ein weiterer Wanderweg verbindet Theuma mit Lottengrün und Tirpersdorf.
In Kottengrün und Tirpersdorf gibt es Freibäder, Werda verfügt über einen Skilift. Sehenswert sind neben den vier Kirchen in den Orten auch das Heimat- und das Feuerwehrmuseum in Tirpersdorf sowie die Talsperre mit Wasserwerk und die Ringwallanlage der Wasserburg Werda.